# Leucotrichum mitchelliae
Leucotrichum mitchelliae är en stensöteväxtart som först beskrevs av Bak., och fick sitt nu gällande namn av Paulo Henrique Labiak. Leucotrichum mitchelliae ingår i släktet Leucotrichum och familjen Polypodiaceae. Inga underarter finns listade.